# Ra'anan Na'im
Ra'anan Na'im (hebrejsky: רענן נעים, žil 31. prosince 1935 – 7. září 2009) byl izraelský politik a poslanec Knesetu za stranu Ma'arach.

## Biografie
Narodil se ve městě Benghází v Italské Libyi (dnes Libye). V roce 1949 přesídlil do Izraele. Vystudoval hebrejskou školu, kterou založila Židovská brigáda, institut v Ben Šemen a školy v Neve Jam, Tel Josef a Bejt Berl. Byl zemědělským instruktorem v mošavu Kfar Chošen. Od roku 1963 žil v mošavu Ramot Naftali.

## Politická dráha
Byl tajemníkem nákupní organizace pro mošavy v Galileji a ředitelem mošavového hnutí v tomto regionu. V izraelském parlamentu zasedl po volbách v roce 1981, do nichž šel za Ma'arach. Zaujal post člena výboru pro ekonomické záležitosti a výboru House Committee. Ve volbách v roce 1984 mandát neobhájil. Ve volbách v roce 1988 neúspěšně kandidoval s novou politickou stranou Tnu'a le-Ma'an ha-Mošavim (תנועה למען המושבים). Ta získala jen 2838 hlasů a neobdržela zastoupení v Knesetu.